# Eupeodes flukei
Eupeodes flukei är en tvåvingeart som först beskrevs av Jones 1917.  Eupeodes flukei ingår i släktet fältblomflugor, och familjen blomflugor. Inga underarter finns listade i Catalogue of Life.